# La rosa de papel
La rosa de papel es una obra de teatro escrita por Ramón María del Valle-Inclán.

## Argumento
La obra narra la agonía y muerte de La Encamada. Su esposo, el herrero Julepe busca denodadamente el dinero que ha ido guardando la difunta. Al encontrarlo se abalanza lascivamente sobre el cadáver.

## Personajes
- La encamada
- Simeón Julepe
- La Musa
- La Disa
- Ludovina, la mesonera
- La comadre
- Vieja
- La pingona
- Pepe, el tendero

## Publicaciones y Representaciones
La obra se publicó en 1924 y tres años más tarde, el autor la incluyó en la recopilación Retablo de la avaricia, la lujuria y la muerte.
En 1967 se representó en el Teatro María Guerrero, de Madrid, junto a La cabeza del Bautista y La enamorada del rey, con dirección de José Luis Alonso Mañés e interpretación de Antonio Ferrandis, en el papel de Julepe, Julia Trujillo, Manuel Gallardo y Florinda Chico.
Se representó también en 1985 en Toledo, con Pepe Sancho y Adriana Ozores al frente del cartel.
En 1995 fue José Luis Gómez quien puso la función en escena, en gira por España finalizando en el Teatro de La Abadía de Madrid, junto a las otras cuatro piezas que componen el Retablo de la avaricia, la lujuria y la muerte, con Beatriz Argüello, como La Encamada, Alberto Jiménez, como Julepe, Carmen Machi y Lola Dueñas.
En 2005 Juan Margallo dirigió un nuevo montaje, que incluía Ligazón, y que se representó en el Círculo de Bellas Artes de Madrid, con Esperanza Pedreño, Víctor Gil y Amalia Hornero.
Finalmente, se volvió a representar en 2009, junto a Ligazón y La cabeza del Bautista en el Teatro Valle-Inclán del Centro Dramático Nacional, con Marcial Álvarez en el papel de Julepe y Nerea Moreno como La Encamada.
Hay además una versión para televisión, emitida en el espacio Teatro Club, de TVE, el 18 de marzo de 1977, con Joan Miralles, como Julepe, Ana María Barbany como La Encamada, Enriqueta Carballeira y Conchita Bardem.